# خردگرا جهانی

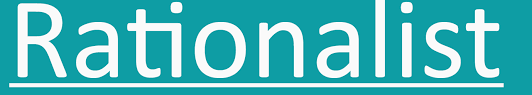
لوگو.

خردگرا جهانی (به انگلیسی: Rationalist International) یک سازمان است که به دفاع از جهان‌بینی خردگرایانه اختصاص دارد.
طبق تعریف سازمان، خردگرایی رویکردی منطقی به مشکلات بشر است، که استفاده از استدلال را به جای دگم دینی پیشنهاد می‌کند. از آزادی اندیشه و آزادی‌های مدنی دفاع می‌کند، و در تلاش برای سکولاریزاسیون سیاست، فرهنگ و سیستم آموزشی است. خردگرا به این مفهوم با خرافات مقابله می‌کند، در تلاش برای ترویج جامعه باز است، روی روش علمی صحه می‌گذارد و همچنین اهمیت احساس و تخیل را مد نظر دارد.
این سازمان در دسامبر ۱۹۹۵ در اولین کنفرانس جهانی خردگرا در دهلی نو با نمایندگان ۲۸ کشور بنیان‌گذاری شد. سانال اداماروکو رئیس سازمان و انجمن خردگرای هند است.